# Błotniak

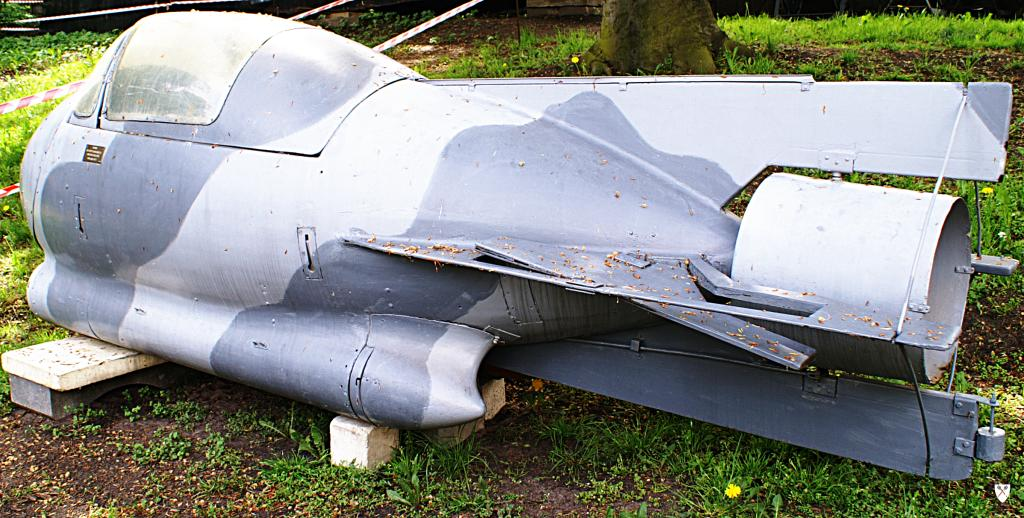
De Błotniak, een Pools ontwerp

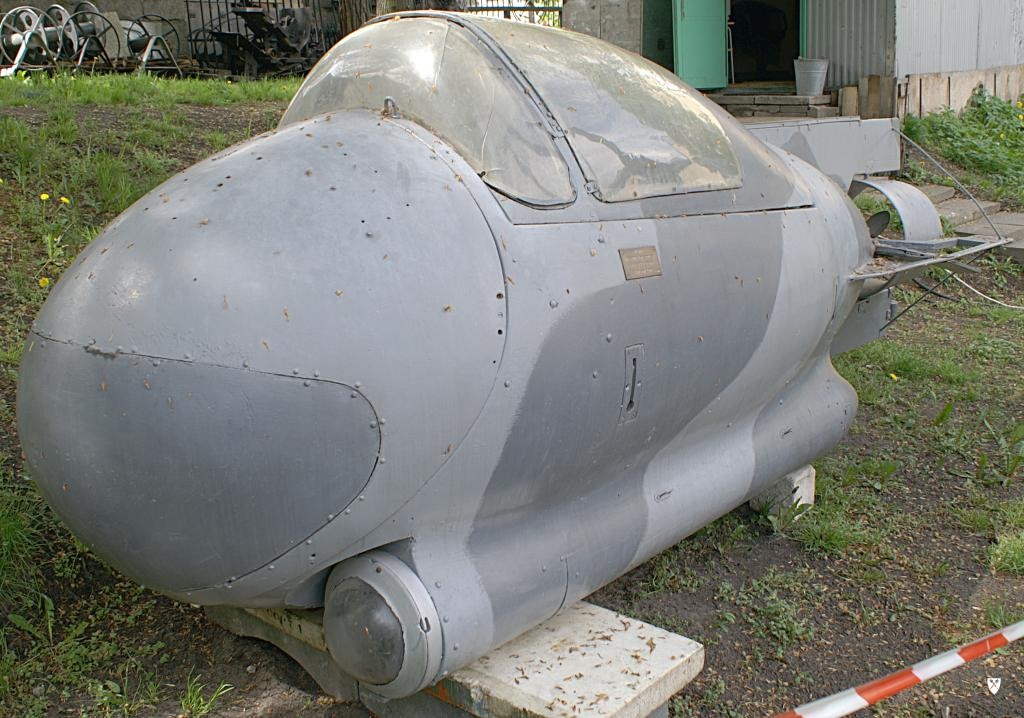
Vooraanzicht van de Błotniak

De Błotniak (Pools voor 'kiekendief') is een eenmansonderwatervaartuig zonder drukcabine, ontworpen in Polen in 1978. Het vaartuig werd ontworpen in het torpedo-onderzoekscentrum in Gdynia, bekend als "Formoza". De cabine liep bij het duiken vol water, zodat de inzittende een volledige duikuitrusting moest dragen.

## Technische gegevens
- Aandrijving:
  - twee accu's
  - twee contraroterende schroeven
  - een elektromotor als krachtbron voor de schroeven
- Uitrusting:
  - twee schijnwerpers
  - sonar
- maximumsnelheid: 5 knopen (ca. 10 km/h)
- bereik: 50 zeemijl (ca. 93 km)
- laadvermogen: 200 kg